# Céu Azul (Belo Horizonte)
Céu Azul é um bairro de Belo Horizonte da região de Venda Nova, que faz divisa com Ribeirão das Neves. É um dos bairros mais populosos da capital mineira!
Sendo um dos maiores bairros da zona Norte, teve seus primeiros moradores no século XIX. Antes de se constituir como bairro, a área do Céu Azul fazia parte de uma fazenda chamada Olhos d’Água, de propriedade do Coronel Joaquim dos Santos. Assim como outros bairros da Região, ele também surgiu a partir de arraiais e vilas formados em torno de pontos de parada utilizados por tropeiros do século XIX. Montados em seus cavalos, junto das mulas que carregavam diversas mercadorias, os tropeiros eram os responsáveis pelo abastecimento da região das minas de ouro e diamante. Com o passar dos anos, a terra batida deu lugar ao asfalto e o trânsito de carretas e caminhões substituiu o vaivém dos tropeiros com suas mulas. A partir da década de 1930, com a industrialização, a abertura da Avenida Antônio Carlos e a construção do aeroporto da Pampulha, a região começou a se transformar. Vários loteamentos foram abertos, entre eles o que originou a Vila Parque Copacabana, em 1953, que viria a abrigar o Céu Azul, entre outros bairros.
O bairro possui "bons comércios" em termos de serviços e produtos, tais como supermercados, drogarias, bancos, clínicas, padarias, escolas, bares, restaurantes, lojas de roupas, perfumaria, material elétrico, lojas de móveis e decoração, oficinas mecânicas e serviços diversificados.

## Principais vias
Vias de acesso ao bairro: Avenida Portugal e a Avenida Francisco Negrão de Lima.
Vias internas: Rua Antonio Jose dos Santos, Rua Maria Gertudes dos Santos, Rua João Gualberto dos Santos, Rua Radialista Maclerevski, Rua dos Navegantes, entre outras.

## Curiosidades
A maioria das ruas do Céu Azul possuem nome de radialistas.
É um dos bairros com maior número de casas de Belo Horizonte.
O bairro também é considerado, como bairro de boleiros, porque saíram muitos jogadores de futebol e eles frequentam muito esse bairro, pelo fato de ter vários grupos de pagode.

## Bairros vizinhos
- Em Belo Horizonte: Jardim Leblon, Enseadas das Garças, Braúnas, Copacabana, Lagoa, Nova Pampulha, Piratininga, Rio Branco, Santa Mônica, Kátia, Vila Santa Branca e Leblon.

## Ligações Externas
- Dados gerais sobre a cidade de Belo Horizonte